# 奧克伍德帕克 (密蘇里州)
奧克伍德帕克（英語：Oakwood Park）是位於美國密蘇里州克萊縣的村。

## 人口
根據2020年美國人口普查的數據，奧克伍德帕克的面積為0.17平方千米，皆為陸地。當地共有人口189人，而人口密度為每平方千米1,112人。